# Симон VI (граф Липпе)
Симон VI Липпский (нем. Simon VI. zur Lippe; 15 апреля 1554, Детмольд — 7 декабря 1613, Лемго) — имперский граф Липпе. После его смерти графство Липпе было разделено между его четырьмя сыновьями.

## Биография
Симон — сын графа Бернгарда VIII Липпского и его супруги Екатерины, дочери Филиппа III Вальдек-Эйзенбергского и Анны Клевской. На момент смерти отца Симон был несовершеннолетним, регентом при нём до 1579 года состоял назначен его дядя Герман Симон Пирмонтский.
Симон был человеком Ренессанса, умным, открытым для новых наук, поддерживавшим контакты со многими великими мужами своего времени, в том числе с Тихо Браге и Йостом Бюрги. Придворный советник и камергер императора Священной Римской империи, Симон от имени императора Рудольфа II выполнял различные дипломатические миссии по урегулированию наследных споров между князьями. Кроме того, он выступал посредником и агентом по купле-продаже произведений живописи из Нидерландов.
В 1584—1589 годах Бракская крепость в Лемго, находившаяся в 1562—1570 годах под залогом у Кристофа Донопа, была перестроена во дворец в стиле везерского ренессанса. До самой смерти графа замок оставался его резиденцией. При Симоне VI в графстве Липпе была произведена Реформация, которая привела к значительным противоречиям со свободным ганзейским городом Лемго, который с 1522 года являлся лютеранским. Лемго противился эдикту, предписывавшему принять реформированное вероисповедание, что вылилось в так называемые «лемговские волнения». Конфессиональный конфликт был урегулирован в 1617 году Рёрентрупским мировым соглашением.
Библиотека графа Симона выполняла репрезентативные функции, тем не менее представляла собой коллекцию профессионального политика и дипломата, в которой были представлены теологические и исторические сочинения, а также философско-государствоведческая литература, которые впоследствии легли в основу Детмольдской земельной библиотеки дома Липпе.
После смерти Симона к власти в Липпе пришёл его сын старший Симон VII Липпский, который вернул резиденцию в Детмольд. Второй сын Симона VI Отто Липпе-Бракский основал линию Липпе-Браке, а младший сын Филипп I — линию Шаумбург-Липпе, правившую впоследствии из Бюккебурга.

## Брак и потомки
В 1578 году Симон VI женился на Армгард Ритбергской (ум. 13 июля 1584). В браке детей не было. В 1585 году Симон женился во второй раз на графине Елизавете Гольштейн-Шаумбургской, дочерью Отто IV, графа Шаумбурга и Гольштейн-Пиннеберга, и Елизаветы Урсулы Брауншвейг-Люнебургской. Во втором браке родились:
- Бернгард (1586—1602)
- Симон VII (1587—1627), граф Липпе, женат на Анне Екатерине Нассау-Висбаденской, позднее на Марии Магдалене Вальдек-Вильдунгенской
- Отто Липпе-Бракский (1589—1657), женат на Маргарите Нассау-Дилленбургской
- Герман Липпе-Шваленбергский (1590—1620)
- Елизавета (1592—1646), замужем за графом Георгом Германом Гольштейн-Шаумбургским
- Екатерина (1594—1600)
- Магдалена (1595—1640)
- Урсула (1598—1638), замужем за князем Иоганном Людвигом Нассау-Гадамарским
- София (1599—1653), замужем за князем Людвигом I Ангальт-Кётенским
- Филипп I Шаумбург-Липпский (1601—1681), женат на Софии Гессен-Кассельской